# Thamithericles croceosignatus
Thamithericles croceosignatus är en insektsart som först beskrevs av Bolívar, C. 1914.  Thamithericles croceosignatus ingår i släktet Thamithericles och familjen Thericleidae. Inga underarter finns listade i Catalogue of Life.